# Gối chỉnh hình
Gối chỉnh hình là gối được thiết kế mục đích điều chỉnh vị trí cơ thể trên giường hoặc khi nằm trên các bề mặt khác. Thiết kế của nó phù hợp với hướng dẫn chỉnh hình để đảm bảo đặt đúng vị trí và hỗ trợ cho một hoặc nhiều bộ phận cụ thể của cơ thể để giúp người ngủ có thể nghỉ ngơi an toàn và lành mạnh.
Theo truyền thống, gối được làm từ bọt và sợi, nhưng hiện nay cũng có nhiều loại khác, chẳng hạn như gối làm từ cao su non, một vật liệu nhạy cảm với nhiệt có thể thu được hình dạng của cơ thể nằm trên nó. Nó có thể hoặc không thể phục hồi hình dạng ban đầu ngay lập tức khi cơ thể được lấy ra khỏi gối.
Gối chỉnh hình được coi là gối điều trị dựa trên tuyên bố rằng họ có thể giúp giảm bớt các điều kiện khác nhau bao gồm ngưng thở khi ngủ, ngáy, mất ngủ, khó thở, tuần hoàn máu vấn đề, axit trào ngược, trào ngược dạ dày, trào ngược họng - thanh quản, giảm đau lưng, đau thần kinh tọa đau, đau cổ, Whiplash, chấn thương vòng quay rotator...
Có nhiều loại gối chỉnh hình cho hầu hết mọi bộ phận của cơ thể, cũng như giường chỉnh hình, nệm, giá đỡ và đệm cho các vấn đề chỉnh hình khác nhau. Một số trong số đó có thiết kế đa mục đích và đa vị trí cho các bệnh lý khác nhau và rối loạn giấc ngủ.

## Các loại gối chỉnh hình
- Contour Plillow: Gối kê cổ có thiết kế cong thích ứng với đường viền đầu, cổ và vai cho người ngủ ngửa. Có thể  giúp giảm đau cổ, đau vai, cứng cổ và đau đầu, và có thể giúp thở để giảm ngáy và triệu chứng ngưng thở khi ngủ.
- Gối kê cổ hoặc gối du lịch: Gối có hình dạng như móng ngựa để ôm quanh cổ, được gọi là gối chữ u hay gối chữ c, chủ yếu được du khách sử dụng để giữ thẳng cổ khi ngủ ngồi trên máy bay hoặc các phương tiện khác.
- Gối nêm (Wedge Pillow): gối hình tam giác tạo độ dốc cho việc đặt cơ thể ở vị trí chéo. Nó có thể được sử dụng ở vị trí thẳng đứng. Gối này là đa năng; tuy nhiên khi nằm trên gối tạo thành tư thế Fowler thấp và chủ yếu được sử dụng để làm giảm các triệu chứng trào ngược axit, trào ngược họng - thanh quản và trào ngược dạ dày thực quản (GERD) trong khi ngủ.
- Gối thắt lưng: Gối hình nửa mặt trăng được sử dụng ở lưng dưới để thoải mái và giảm đau thắt lưng và giữ đúng tư thế ngồi xuống. Tương tự như vậy, chúng được sử dụng bên dưới đầu gối để nâng cao chân và như một hỗ trợ cổ để thư giãn và mát xa.
- Gối đầu gối: Còn được gọi là gối chân. Gối hình đồng hồ cát mà khi đặt giữa hai chân cho phép phần thân dưới giữ tư thế ngủ thẳng bên. Một số gối nêm chân có thể được mở ra và biến thành miếng đệm chân để tăng cường lưu thông máu ở chân.
- Gối cơ thể: Gối cong dài để hỗ trợ toàn thân giúp nôi đầu, cổ, vai, lưng, lưng dưới, chân và đầu gối. Thay thế gối khác và hỗ trợ ngủ bên.
- Gối kiều mạch: Một chiếc gối ngủ chứa đầy vỏ kiều mạch. Gối kiều mạch có hình dạng có thể đúc được, vì vậy chúng có thể được điều chỉnh theo hình dạng của đầu, cổ và vai.
- Gối hỗ trợ cột sống: Gối lưng chỉnh hình được sử dụng để hỗ trợ cổ tử cung trong khi ngủ.